# Chambre à New York
Chambre à New York – ou Room in New York en anglais – est un tableau du peintre américain Edward Hopper réalisé en 1932. Cette peinture à l'huile sur toile est une scène de genre nocturne, comme dans beaucoup d'œuvres de Hopper, exprimant la solitude de personnages pourtant proches physiquement.
Elle est conservée au Sheldon Museum of Art de Lincoln, dans le Nebraska.

## Description
Depuis le rebord architecturé et sombre d'une fenêtre, donnant sur une pièce éclairée, le regard de l'observateur tombe à gauche sur un homme blond en bras de chemise  portant un gilet sans manches qui lit un journal assis dans un confortable fauteuil. À droite, une femme portant une robe rouge à bretelles, lui tourne le dos, pianotant d'un doigt le clavier d'un piano droit. Séparée graphiquement par la présente d'une porte au fond du décor, pile au milieu de la composition, la seule chose qui rapproche les deux personnages est l'ellipse d'une table ronde sur laquelle repose à gauche le journal déplié, à droite le coude nu de la femme.